# Griffin Poetry Prize
Der Griffin Poetry Prize ist ein kanadischer Literaturpreis, der im Jahr 2000 von Scott Griffin ins Leben gerufen wurde. Er wird jährlich in den Kategorien „kanadisch“ und „international“ an englischsprachige Lyriker vergeben und ist seit 2010 mit insgesamt 200.000 CAD dotiert, womit er als höchstdotierter Lyrikpreis weltweit gilt. Seit 2006 wird zusätzlich ein „Lifetime Recognition Award“ an internationale Dichter verliehen. Griffins Motivation bei der Schaffung des Preises war es, der Lyrik innerhalb der Literaturlandschaft mehr Bedeutung zu verschaffen. Der Preis wird ausschließlich an erstmals veröffentlichte Lyrikbände vergeben. Er stellt an sich selbst den Anspruch sowohl neue als auch etablierte Autoren unabhängig von ihrer Stilrichtung zu berücksichtigen.

## Preisträger und Finalisten

### 2001
Kanada:
- Anne Carson, Men in the Off Hours
- Robert Bringhurst, Nine Visits to the Mythworld
- Don McKay, Another Gravity

International:
- Nikolai Popov and Heather McHugh, translation of Glottal Stop: 101 Poems by Paul Celan
- Chana Bloch and Chana Kronfeld, translation of Open Closed Open by Yehuda Amichai
- Fanny Howe, Selected Poems
- Les Murray, Learning Human

Jury:
- Carolyn Forché
- Dennis Lee
- Paul Muldoon

### 2002
Kanada:
- Christian Bök, Eunoia
- Erin Mouré, Sheep's Vigil by a Fervent Person
- Karen Solie, Short Haul Engine

International:
- Alice Notley, Disobedience
- Victor Hernández Cruz, Maraca
- Christopher Logue, Homer: War Music
- Les Murray, Conscious and Verbal

Jury:
- Dionne Brand
- Robert Creeley
- Michael Hofmann

### 2003
Kanada:
- Margaret Avison, Concrete and Wild Carrot
- Dionne Brand, thirsty
- P.K. Page, Planet Earth: Poems Selected and New

International:
- Paul Muldoon, Moy sand and gravel
- Kathleen Jamie, Mr And Mrs Scotland are Dead: Poems 1980–1994
- Gerald Stern, American Sonnets: poems
- C. D. Wright, Steal Away: selected and new poems

Jury:
- Michael Longley
- Sharon Olds
- Sharon Thesen

### 2004
Kanada:
- Anne Simpson, Loop
- Di Brandt, Now You Care
- Leslie Greentree, Go-go Dancing for Elvis

International:
- August Kleinzahler, The Strange Hours Travelers Keep
- Suji Kwock Kim, Notes From the Divided Country
- David Kirby, The Ha-Ha
- Louis Simpson, The Owner of the House

Jury:
- Billy Collins
- Bill Manhire
- Phyllis Webb

### 2005
Kanada:
- Roo Borson, Short Journey Upriver Toward Oishida
- George Bowering, Changing on the Fly
- Don McKay, Camber

International:
- Charles Simic, Selected Poems: 1963–2003
- Fanny Howe, On the Ground
- Michael Symmons Roberts, Corpus
- Matthew Rohrer, A Green Light

Jury:
- Simon Armitage
- Erin Mouré
- Tomaž Šalamun

### 2006
Kanada:
- Sylvia Legris, Nerve Squall
- Phil Hall, An Oak Hunch
- Erin Mouré, Little theatres

International:
- Kamau Brathwaite, Born to Slow Horses
- Michael Hofmann, translation of Ashes for Breakfast: Selected Poems by Durs Grünbein
- Michael Palmer, Company of Moths
- Elizabeth Winslow, translation of The War Works Hard by Dunya Mikhail

Jury:
- Lavinia Greenlaw
- Lisa Robertson
- Eliot Weinberger

Lifetime Recognition Award für Robin Blaser

### 2007
Kanada:
- Don McKay, Strike/Slip
- Ken Babstock, Airstream Land Yacht
- Priscila Uppal, Ontological Necessities

International:
- Charles Wright, Scar Tissue
- Paul Farley, Tramp in Flames
- Rodney Jones, Salvation Blues
- Frederick Seidel, Ooga-Booga

Jury:
- John Burnside
- Charles Simic
- Karen Solie

Lifetime Recognition Award für Tomas Tranströmer

### 2008
Kanada:
- Robin Blaser, The Holy Forest: Collected Poems of Robin Blaser
- Robert Majzels and Erin Moure, translation of Notebook of Roses and Civilization by Nicole Brossard
- David McFadden, Why Are You So Sad? Selected Poems of David W. McFadden

International:
- John Ashbery, Notes from the Air: Selected Later Poems
- Elaine Equi, Ripple Effect: New and Selected Poems
- Clayton Eshleman, translation of The Complete Poetry: A Bilingual Edition by César Vallejo
- David Harsent, Selected Poems 1969–2005

Jury:
- George Bowering
- James Lasdun
- Pura Lopez Colome

Lifetime Recognition Award für Ko Un

### 2009
Kanada:
- A.F. Moritz, The Sentinel
- Kevin Connolly, Revolver
- Jeramy Dodds, Crabwise to the Hounds

International:
- C.D. Wright, Rising, Falling, Hovering
- Mick Imlah, The Lost Leader
- Derek Mahon, Life on Earth
- Dean Young, Primitive Mentor

Jury:
- Saskia Hamilton
- Dennis O’Driscoll
- Michael Redhill

Lifetime Recognition Award für Hans Magnus Enzensberger

### 2010
Kanada:
- Karen Solie, Pigeon
- Kate Hall, The Certainty Dream
- P.K. Page, Coal and Roses

International:
- Eilean Ni Chuilleanain, The Sun-fish
- John Glenday, Grain
- Louise Glück, A Village Life
- Susan Wicks, translation of Cold Spring in Winter by Valerie Rouzeau

Jury:
- Anne Carson
- Kathleen Jamie
- Carl Phillips

Lifetime Recognition Award für Adrienne Rich

### 2011
Kanada:
- Dionne Brand, Ossuaries

International:
- Gjertrud Schnackenberg, Heavenly Questions

Jury:
- Tim Lilburn
- Colm Tóibín
- Chase Twichell

Lifetime Achievement Award für Yves Bonnefoy

### 2012
Kanada:
- Ken Babstock, Methodist Hatchet
- Phil Hall, Killdeer
- Jan Zwicky, Forge

International:
- David Harsent, Night
- Yusef Komunyakaa, The Chameleon Couch
- Sean O’Brien, November
- Joanna Trzeciak, translation of Sobbing Superpower: Selected Poems of Tadeusz Rózewicz

Jury:
- Heather McHugh
- David O’Meara
- Fiona Sampson

Lifetime Recognition Award für Seamus Heaney

### 2013
Kanada:
- David McFadden, What's the Score?
- James Pollock, Sailing to Babylon
- Ian Williams, Personals

International:
- Fady Joudah, Übersetzung von The Straw Bird It Follows Me, and Other Poems von Ghassan Zaqtan
- Jennifer Maiden, Liquid Nitrogen
- Alan Shapiro, Night of the Republic
- Brenda Shaughnessy, Our Andromeda

Jury:
- Suzanne Buffam
- Mark Doty
- Wang Ping

### 2014
Kanada:
- Anne Carson, Red Doc>
- Sue Goyette, Ocean
- Anne Michaels, Correspondences

International:
- Brenda Hillman, Seasonal Works with Letters on Fire
- Rachael Boast, Pilgrim’s Flower
- Carl Phillips, Silverchest
- Mira Rosenthal, translation of Colonies by Tomasz Rózycki

Jury:
- Robert Bringhurst
- Jo Shapcott
- C.D. Wright

Lifetime Recognition Award für Adélia Prado

### 2015
Kanada:
- Jane Munro, Blue Sonoma
- Shane Book, Congotronic
- Russell Thornton, The Hundred Lives

International:
- Michael Longley, The Stairwell
- Eleanor Goodman, Übersetzung Something Crosses My Mind von Wang Xiaoni
- Marek Kazmierski, Übersetzung Finite Formulae & Theories of Chance von Wioletta Greg
- Spencer Reece, The Road to Emmaus

Jury:
- Tim Bowling
- Fanny Howe
- Piotr Sommer

Lifetime Recognition Award für Derek Walcott

### 2016
Kanada:
- Liz Howard, Infinite Citizen of the Shaking Tent
- Per Brask und Patrick Friesen, Übersetzung Frayed Opus for Strings & Wind Instruments von Ulrikka S. Gernes
- Soraya Peerbaye, Tell: poems for a girlhood

International:
- Norman Dubie, The Quotations of Bone
- Joy Harjo, Conflict Resolution for Holy Beings
- Don Paterson, 40 Sonnets
- Rowan Ricardo Phillips, Heaven

Jury:
- Alice Oswald
- Tracy K. Smith
- Adam Sol

Lifetime Recognition Award für Adam Zagajewski

### 2017
Lifetime Recognition Award für Frank Bidart

### 2018
Lifetime Recognition Award für Ana Blandiana

### 2019
- Lifetime Recognition Award für Nicole Brossard
- Kanada: Quarells von Eve Joseph
- International: Autobiography of Death von Don Mee Choi (USA/Korea)

### 2020
- Kanada: Magnetic Equator von Kaie Kellough
- International: Time von Sarah Riggs (USA)

### 2021
- Kanada: The Dyzgraphxst von Canisia Lubrin
- International: Music for the Dead and Resurrected von Valzhyna Mort

### 2022
- Kanada: The Junta of Happenstance von Tolu Oloruntoba
- International: Sho von Douglas Kearney (USA)

### 2023
- Kanada: The Big Melt von Emily Riddle
- International: Best Bavarian von Roger Reeves (USA)

## Belege
1. ↑  Peter Scowen: Griffin Poetry Prize doubles award money, theglobeandmail.com vom 6. April 2010, gesehen am 3. Januar 2011.
2. ↑  Vit Wagner: Griffin Poetry Prize turns 10, auf thestar.com am 28. Mai 2010, gesehen am 3. Januar 2011.